# Jet Black Diamonds
Jet Black Diamonds je rock skupina iz Vipavske doline.

## Člani
Trenutni
- Urban Koritnik − glavni vokal in kitara
- Jernej Žavbi − bas in vokal
- Matija Krigl − klaviature in vokal
- Domen Lemut − kitara
- Maks Rozman − bobni

Nekdanji
- Matej Kompara − bas in vokal

- Radoš Bone − bobni
- Filip Leban − bobni
- Andraž Žgur − bas

## Diskografija

### Albumi
- EP Večvredne romance (2022)
- Sladki Problemi (2024)

### Singli
| Leto | Naslov            |
| ---- | ----------------- |
| 2021 | Retro anorak      |
| 2021 | Še zadnjič        |
| 2022 | Večvredne romance |
| 2022 | Daj le daj        |
| 2023 | Strah me je       |
| 2023 | Pridni Fantje     |
| 2023 | Belo Sonce        |
| 2024 | Vlak              |